# Assembly-by-Motion
Assembly-by-Motion (zu Deutsch etwa „Montage durch Bewegung“) ist eine Technik zur Montagekontrolle bei der Komponentenfertigung. Als Werkerassistenzsystem kann sie zur Kontrolle über Logistik-, Produktions- und Qualitätsprozesse eingesetzt werden.

## Funktion
Durch Assembly-by-Motion wird das Personal in der Produktion mittels eines digitalen Kamerasystems und Gestensteuerung dabei unterstützt, einzelne Montageschritte korrekt durchzuführen. Das Personal wird durch einfach verständliche Bildschirmanweisungen und automatische Gestenerkennung durch den Montageprozess für Waren geleitet. Das System prüft dabei, ob die korrekte Komponente aus dem vorgesehenen Behälter entnommen wurde. Beim Entnehmen einer falschen Komponente wird der Monteur visuell und mit einem akustischen Fehlerton darauf aufmerksam gemacht.
Im nächsten Schritt prüft das Kamerasystem von Assembly-by-Motion automatisch, ob die Komponente korrekt montiert wurde. Das System erkennt, ob der jeweilige Montageschritt an der richtigen Montageposition durchgeführt wurde und gibt entsprechende Instruktionen.